# 1078 w polityce

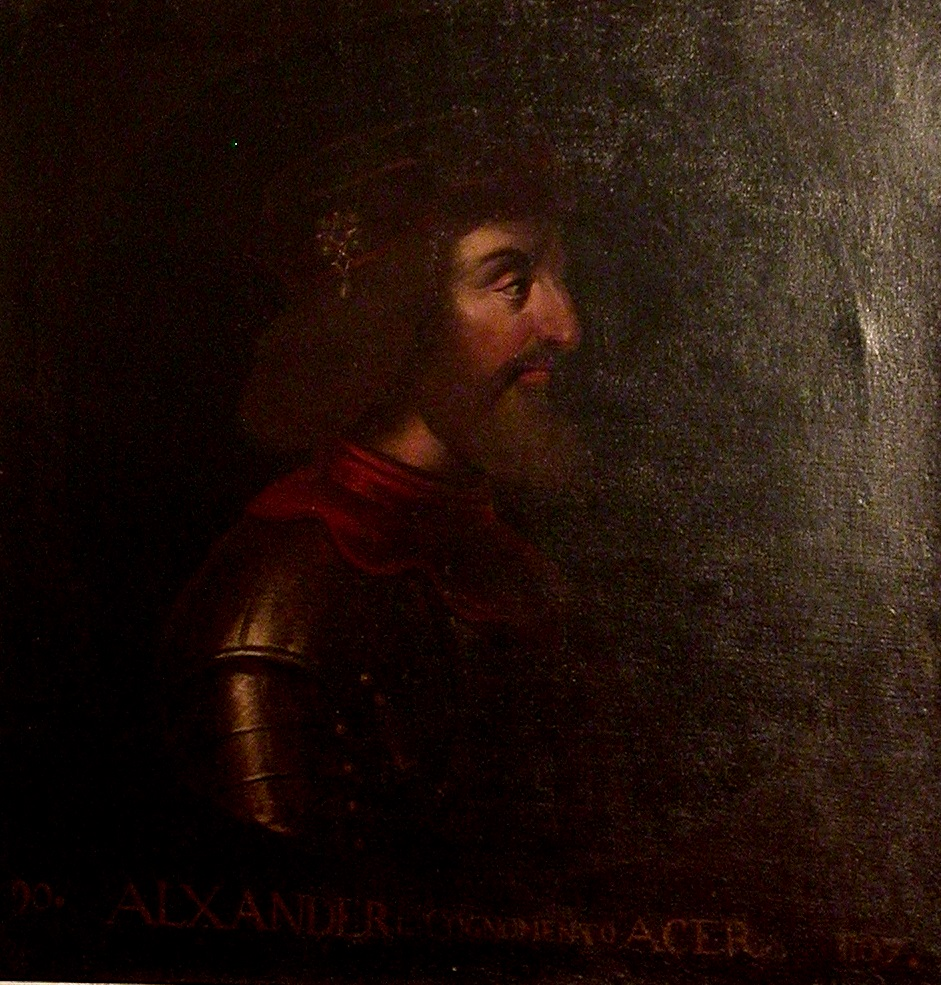
Aleksander I, król Szkocji

Wydarzenia polityczne w 1078 roku.

## Urodzili się
- Aleksander, król Szkocji[1].

## Zmarli
- Rhys ab Owain, walijski książę[2].